# Cantó de Gondrecourt-le-Château
El cantó de Gondrecourt-le-Château és un cantó francès del departament del Mosa, al districte de Commercy. Té 19 municipis (Abainville, Amanty, Badonvilliers-Gérauvilliers, Baudignécourt, Bonnet, Chassey-Beaupré, Dainville-Bertheléville, Delouze-Rosières, Demange-aux-Eaux, Gondrecourt-le-Château, Horville-en-Ornois, Houdelaincourt, Mauvages, Les Roises, Saint-Joire, Tréveray, Vaudeville-le-Haut, Vouthon-Bas i Vouthon-Haut) i el cap és Gondrecourt-le-Château.
| Data d'elecció                           | Identitat        | Partit                        | Qualitat |
| ---------------------------------------- | ---------------- | ----------------------------- | -------- |
| 1945-1973                                | Louis Jacquinot  | CNIP, després RI, després UDR |          |
| 1973-1993                                | André Droitcourt | Divers droite, després RPR    |          |
| 1993-1998                                | Alain Cereda     | RPR                           |          |
| 1998-                                    | Daniel Lhuillier | PS                            |          |
| les dades anteriors no són pas conegudes |                  |                               |          |
|                                          |                  |                               |          |